# Stupa Dharmarajika
Stupa Dharmarajika (pandžabsko, urdujsko دھرم راجک اسٹوپا‎), imenovana tudi Velika Stupa Taxile, je budistična stupa blizu Taxile v Pakistanu. Zgradil jo je nad relikvijami Bude Ašoka Veliki, cesar Magade, v 3. stoletju pred našim štetjem. Stupa skupaj z velikim samostanskim kompleksom, ki se je kasneje razvil okoli nje, tvori del ruševin Taxile - ki so bile leta 1980 vpisane kot Unescov seznam svetovne dediščine.

## Zgodovina
Domneva se, da je bila stupa Dharmarajika zgrajena na ostankih še starejše stupe, ki jo je dal zgraditi maurijski cesar kralj Ašoka v 3. stoletju pr. n. št.. Stupa je bila domnevajo, ponovno postavljena v 2. stoletju našega štetja v času Kušanov, da bi hranili relikvije Bude, ki morda izvirajo iz prejšnjih spomenikov. Budistična besedila omenjajo, da so kadilo uporabljali med verskimi obredi v Dharmarajiki, medtem ko je bil kompleks tlakovan s pisanimi steklenimi ploščicami. Indijsko-grški kovanci, najdeni na tem mestu, izvirajo iz 2. stoletja pr. n. št., kar kaže na najzgodnejšo možno vzpostavitev verskega spomenika na tem mestu.
Majhne stupe, ki so bile starejše od glavne stupe, najdemo po vsej lokaciji Dharmarajika in so obdajale starejše jedrne stupe v nepravilni postavitvi. Znano je, da je prejšnja jedrna stupa vsebovala pot za kroženje, ki je bila narejena iz mavca in okrašena z zapestnicami iz školjk v geometrijskih vzorcih. Prejšnja stupa je verjetno imela štiri vrata v aksialni smeri.
Kraj je prišel pod nadzor perzijskih sasanidskih oblasti in je utrpel obdobje stagnacije. V pozni kušanski in kidaritski dobi je prišlo do obsežnega razvoja, ki je mestu dodal številne samostane in stupe.

### Uničenje
Mesto so opustošili Beli Huni v 5. stoletju našega štetja in nato zapustili. Naslednji vladarji, kot je hunski kralj Mihirakula, so v regiji preganjali budiste. Pod njegovo vladavino naj bi bilo uničenih več kot tisoč budističnih samostanov po vsej Gandhari. Beli Huni niso uničili le mesta Taxila, ampak so opustošili tudi bližnji Pešavar.

### Izkopavanje
Stupo je leta 1913 izkopal sir John Marshall. Pred Marshallovim odkritjem je bila stupa večkrat izropana in močno poškodovana. Marshall je opozoril, da je bil nekoč v preteklosti zgrajen velik jarek, ki je zahteval ogromen napor, da bi izplenili dragocene relikvije stupe. Do leta 1934 je bilo odkritega dovolj najdišča, da je bilo mogoče oceniti njegovo velikost. Človeška okostja so bila odkrita na odprtem območju neposredno južno od stupe in so morda ostanki menihov, ki so bili ubiti med invazijo belih Hunov.

## Postavitev
Lokacija stupe in njene meniške skupnosti približno en kilometer izven Sirkapa je v skladu z Budovim priporočilom, da samostani ne smejo biti niti 'predaleč' niti 'preblizu' sosednjih mest. Trije značilni tipi zidakov v zgradbah okoli glavne stupe kažejo na prispevke različnih obdobij k gradbeni dejavnosti.

### Jedrna stupa
Stupa Dharmarajika je največja od vseh stup v regiji Taxila; okoli glavne gomile je prehod za pradakšino — starodavno prakso hoje po svetem mestu.
Velika anda ali polkrogla gomila stupe je poškodovana, čeprav je podnožje gomile, znano kot medhi, še vedno večinoma nedotaknjeno. Kopa anda je bila zgrajena iz klesanega kamna. Stupina harmika ali ograji podobna struktura, zgrajena na vrhu anda gomile, je bila izgubljena.
Južni prehod stupe je sprva veljal za najpomembnejšega, čeprav konstrukcija štirih manjših stup (imenovanih G7, G8, S7, Q1) zahodno od glavne kaže, da je to verjetno postal prednostni vhod za tiste, ki izvajajo kroženje. Kasnejše gradnje okoli 'vzhodne avenije' so nato prednostno pot za obhod premaknile na vzhodno stran stupe.
Pred vstopom v glavna sveta območja so obiskovalci svetišča iz Sirkapa šli skozi veliko stavbo, ki se zdaj imenuje stavba H, v kateri so bile odprte relikvije. Obiskovalci so verjetno častili relikvije v stavbi H, preden so vstopili v glavno območje stupe.

### Periferne stupe
Stupa je bila obdana s krogom manjših stup, ki so bile zgrajene približno 200 let po izgradnji glavne in so bile verjetno zgrajene skupaj kot del projekta, ki ga je financiral en pokrovitelj.
Dodatne stupe so vzdolž severnega dela mesta zgradili različni pokrovitelji in izvirajo iz indo-skitskega obdobja. Te stupe tvorijo 'severno avenijo', ki je imela več majhnih svetišč z nabožnimi podobami, zaradi česar je severna avenija postala procesijski hodnik. Pobožne podobe so bile verjetno potisnjene na obrobje kompleksa zaradi verskih konservativcev, ki so oklevali, da bi v celoti sprejeli novo prakso uporabe podob v verski praksi.
Za razliko od gradenj v Sančiju so stupe okoli stupe Dharmarajika zgradili posamezni donatorji in ne kot del skupnega truda.

### Samostani
Zgodnje samostanske celice v bližini stupe so bile zgrajene kot vrsta prostorov z verando, Slog verande je bil kasneje opuščen v korist samostanskih bivalnih prostorov, ki so obkrožali štirikotnike, ki so bili zgrajeni neposredno severno, severovzhodno in vzhodno od stupe približno 300 let po izgradnji stupe.
Severni samostan je bil sestavljen iz dveh dvorišč, od katerih je bilo vsako zgrajeno okoli velike stupe. Na manjšem vzhodnem dvorišču naj bi bilo 13 meniških celic.
Samostan G, ki je tik zahodno od stupe, ima vsaj 50 meniških celic in je bil verjetno večnadstropni. Samostan M na skrajnem severozahodnem delu mesta in je vseboval lastno stupo na majhnem dvorišču. Samostan M je povezan z dolgim rezidenčnim samostanom, orientiranim v približno smeri sever-jug. Na južnem robu tega samostana so ostanki dveh stup, zdaj imenovanih E1 in E2. E1 je bila zgrajena v že obstoječi celici, medtem ko je bila E2 bolj izpopolnjena stupa, ki je vsebovala majhen prehod za obhod. Nobena stupa verjetno ni bila odprta za javnost.

## Relikvije
Mesto je znano po svojih kostnih relikvijah – za katere se domneva, da pripadajo Budi. Velik del dragocenih relikvij stupe je bil izropan, ko jo je odkril sir John Marshall. Srebrno skrinjico s srebrnim napisom so po odkritju našli v kapeli stupe. Napis je napisan v starodavni pisavi kharosthi, ki je bila nekoč pogosta po vsej Gandari. Napis navaja, da je Urusaka iz Noača položil kostne relikvije Bude v svoji kapeli v Dharmarajiki leta 78 n. št.
Leta 2016 sta bili 2 kostni relikviji iz stupe Dharmarajika za en mesec poslani na Šrilanko. Relikvije so bile razstavljene v pomembnih svetiščih v Polonnaruwi, Kolombu, Kandyju in Anuradhapuri in so pritegnile 9,3 milijona obiskovalcev.
18 posod, relikviarijev je bilo prav tako najdenih iz manjših stup, ki obdajajo stupo Dharmarajika, ki so prinesle široko paleto relikvij, vključno z eno, ki je vključevala valjast kos zlata. V drugih relikviarijih so našli zlat nakit in dragocene dragulje, medtem ko so nekateri vsebovali predmete iz oddaljenih krajev, kot so lapis lazuli iz Afganistana, bisere in školjke − kar odraža velikost trgovske mreže, ki je delovala v Taxilu. Več kovancev indo-grškega kralja Zoila II. je bilo najdenih pod temeljem takšne stupe iz 1. stoletja pr. n. št..

## Etimologija
Ime Dharmarajika izvira iz Dharmaraja, imena, danega Budi, ki je bil pravi Dharma Raja ('Gospodar zakona'), po Marshallu. Verjame se tudi, da Dharmarajika izhaja iz besede Dharmaraja, naslova, ki ga je uporabljal cesar Ašoka. Stupa je popularno znana tudi kot Čir Tope ali 'Brazgotinasti hrib'.

## Galerija
- Pod obrobno stupo so našli kovance indo-grškega vladarja Zoila II.
- Skulpture iz stupe Dharmarajika
- Stupa Dharmarajika je jugovzhodno od Sirkapa
- Indo-korintski stebri
- Štukaturne glave